# Lacu lui Baban, Vrancea
Lacu lui Baban (în trecut, și Constandoiu) este un sat în comuna Gura Caliței din județul Vrancea, Muntenia, România.